# Odcinek specjalny

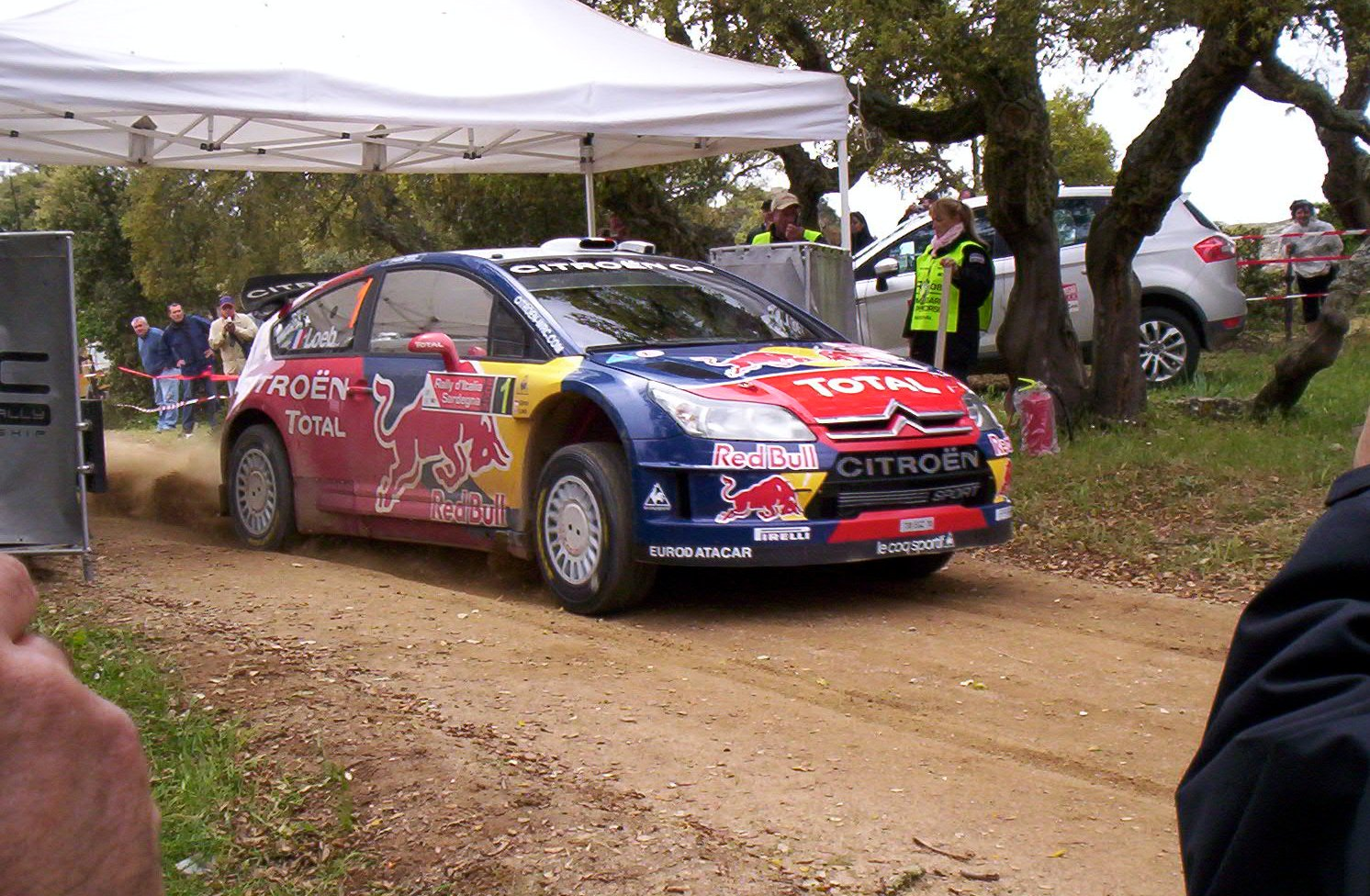
Sébastien Loeb zaczyna odcinek specjalny Punta Pianedda na rajdzie Sardynii w 2008 roku.

Odcinek specjalny (OS, oes, ang. SS - special stage) – fragment trasy rajdu samochodowego poprowadzony po zamkniętych dla ruchu drogach (najczęściej publicznych), na którym załoga nie podlegając przepisom ruchu drogowego walczy o uzyskanie jak najszybszego czasu przejazdu. Czas uzyskany na trasie odcinka specjalnego jest jedynym (obok nałożonych kar czasowych) czasem wliczanym do klasyfikacji załóg rywalizujących w rajdzie. Czas na odcinku specjalnym liczony jest z dokładnością do 0,1 sekundy.
Każdy odcinek specjalny rozpoczyna się Punktem Kontroli Czasu (pot. pekacem), poprzedzającym start odcinka. Odcinek kończy się metą lotną, na której kończony jest pomiar czasu przejazdu. Po mecie lotnej w odległości od 100 do 300 metrów znajduje się meta stop, na której wpisywany jest do karty drogowej czas przejazdu odcinka.
Załogi wpuszczane są na trasę odcinka specjalnego najczęściej w odstępie jednej lub dwóch minut. Ich pojawienie się na trasie poprzedza przejazd aut organizatora (pot. przecieraków) – trzech samochodów oznaczonych literami A, B i C oraz trzech samochodów tzw. zerówek (w kolejności 000, 00, 0), których załogi sprawdzają zabezpieczenie trasy oraz informują kibiców o zbliżającym się rozpoczęciu oesu.
Po przejeździe wszystkich załóg zgłoszonych do rywalizacji w rajdzie, na trasę odcinka specjalnego ruszają samochody oznaczone literą K (tzw. szachownice), zamykające jego rozgrywanie.
W rajdach funkcjonuje również pojęcie super OS (superspecial stage). Jest to typ odcinka specjalnego, zwykle rozgrywany na stadionie lub w centrach miast. Cechą charakterystyczną super OS jest posiadanie dwóch równoległych tras, co pozwala na bezpośrednie ściganie się dwóm kierowcom.